# Seleção Espanhola de Futebol de Areia
A  Seleção Espanhola de Futebol  de Areia  representa a Espanha nas competições internacionais de futebol de areia (ou beach soccer). Foi criada em 1998 pela Real Federação Espanhola de Futebol, entidade que organiza a modalidade no país.

## Títulos
| MUNDIAIS     | MUNDIAIS       | MUNDIAIS | MUNDIAIS                      |
|              | Competição     | Vezes    | Ano                           |
| ------------ | -------------- | -------- | ----------------------------- |
|              | Mundialito     | 1        | 2013                          |
| CONTINENTAIS |                |          |                               |
|              | Competição     | Vezes    | Ano                           |
|              | Liga Europeia  | 5        | 1999, 2000, 2001, 2003 e 2006 |
|              | Taça da Europa | 4        | 1999, 2008, 2009 e 2014       |

## Jogadores
Nota: Bandeiras indicam equipe nacional, conforme definido pelas regras de elegibilidade da FIFA. Os jogadores podem ter mais de uma nacionalidade não-FIFA.
| N.º |         | Posição | Jogador           |
| --- | ------- | ------- | ----------------- |
| 1   | Espanha | G       | Francisco Donaire |
| 2   | Espanha | M       | David Ardil       |
| 3   | Espanha | D       | Antonio Mayor     |
| 4   | Espanha | D       | Adri Frutos       |
| 5   | Espanha | D       | José Cintas       |
| 6   | Espanha | M       | Dris Bouzian      |
| 7   | Espanha | A       | Pablo Perez       |

| N.º |         | Posição | Jogador          |
| --- | ------- | ------- | ---------------- |
| 8   | Espanha | M       | Francisco Mejias |
| 9   | Espanha | A       | Eduard Suarez    |
| 10  | Espanha | A       | Llorenç Gómez    |
| 11  | Espanha | A       | Chiky Ardil      |
| 12  | Espanha | G       | Pablo Lopez      |
| 13  | Espanha | G       | Juanmi           |
| 14  | Espanha | M       | Javi Torres      |